# کلایو هند (فیلم)
کلایو هند (انگلیسی: Clive of India) فیلمی در ژانر زندگینامه‌ای به کارگردانی ریچارد بولسلافسکی است که در سال ۱۹۳۵ منتشر شد.

## بازیگران
- رونالد کولمن
- لرتا یانگ
- کالین کلایو
- سزار رومرو
- لئو جی. کارول
- میشا آور
- کویت البرتسون
- دان آمچی
- جان کارادین
- ایان ولف
- دوریس لوید
- لایونل بلمور
- ماری مک‌لارن